# Jeffrey Skoll
Jeffrey Skoll, född den 16 januari 1965 i Kanada, är en näringslivsperson och filantrop. Hans förmögenhet kommer från hans tid inom eBay.
Skoll studerade vid University of Toronto där han tog en bachelorexamen i elektroteknik och vid Stanford University Graduate School of Business där han tog en MBA-examen. 
Skoll blev 1995 eBays första anställda och samma år företagets verkställande direktör. Han lämnade eBay 2001, tre år efter företagets börsnotering. Han var inblandad i skapandet av eBay Foundation och grundade 1999 den egna Skoll Foundation som ägnar sig åt välgörande ändamål och bland annat finansierar socialt entreprenörskap. Skoll använde också sitt kapital från eBay till att 2004 grunda filmföretaget Participant Productions, senare Participant Media, som är inriktat på film och underhållning som uppmanar till samhällsförändring. Företaget står bland annat bakom filmerna En obekväm sanning (2006) och Spotlight (2015).
Skoll bor i Los Angeles. Hans förmögenhet uppgick 2021 till 6,3 miljarder dollar.